# Dornier Do 22
Dornier Do 22 byl třímístný jednomotorový vzpěrový hornoplošník alternativně vybavený plováky, lyžemi, nebo pevným kolovým podvozkem.

## Vznik
Letoun vznikl v roce 1934 ve švýcarské filiálce firmy Dornier v Altenrheinu jako víceúčelový stroj určený pro letectva menších států. Luftwaffe o tento typ neprojevila zájem. Prototyp, opatřený plováky, byl zalétán v roce 1935.

## Popis konstrukce
Do 22 byl poháněn dvanáctiválcovým vidlicovým kapalinou chlazeným motorem Hispano-Suiza 12Ybrs o vzletovém výkonu 570 kW a maximálním výkonu 666 kW ve výšce 4000 m. Křídlo mělo dvounosníkovou celokovovou konstrukci potaženou plátnem. Celokovový trup byl v přední části potažen plechem a ve střední a zadní části plátnem. Kokpit se nacházel za křídlem. Pozorovatel-radiotelegrafista a palubní střelec měli svá stanoviště ve druhé otevřené kabině. Výzbroj tvořil jeden pevný kulomet ráže 7,62 nebo 7,9 mm střílející okruhem třílisté stavitelné kovové vrtule VDM, jednoduchý nebo zdvojený kulomet ve hřbetním střelišti umístěný na oběžném kruhu Scarff a jeden kulomet ve spodním střelišti. Ofenzivní výzbroj se skládala z jednoho torpéda o hmotnosti 800 kg, nebo ze čtyř 50kg pum.

## Vývoj
Prvních 12 kusů objednala Jugoslávie pro námořní letectvo. Letouny byly vybaveny plováky a nesly označení Do 22 Kj. První z nich byl dokončen 15. července 1938.
Další stroje objednalo Řecko, jehož vojenské letectvo obdrželo 12 plovákových Do 22 Kg.
Dne 10. března 1939 byl zalétán prototyp verze Do 22 L (imatrikulace D-OXWD), který byl opatřen kolovým podvozkem. Tuto verzi objednala lotyšská vláda, avšak do obsazení Lotyšska Rudou armádou nebyl žádný ze strojů dodán.

## Nasazení
Čtyři Dorniery Do 22 byly dodány do Finska, kde sloužily u jednotky LeLv 6, která prováděla protiponorkové hlídkování v Baltském moři. Jako jediné byly vybaveny zimním lyžovým podvozkem.
Letouny dodané Řecku obdržela 12. taktická peruť námořního letectva. Během bojů v roce 1941 byly zničeny.
Osmi jugoslávskými Do 22, které přeletěly v dubnu 1941 do Egypta, byla vyzbrojena 2. jugoslávská peruť vytvořená v rámci RAF. Prováděly hlídkování nad Středozemním mořem, jeden stroj byl používán jako zdroj náhradních dílů. Jednotka byla rozpuštěna 23. dubna 1942.

## Specifikace

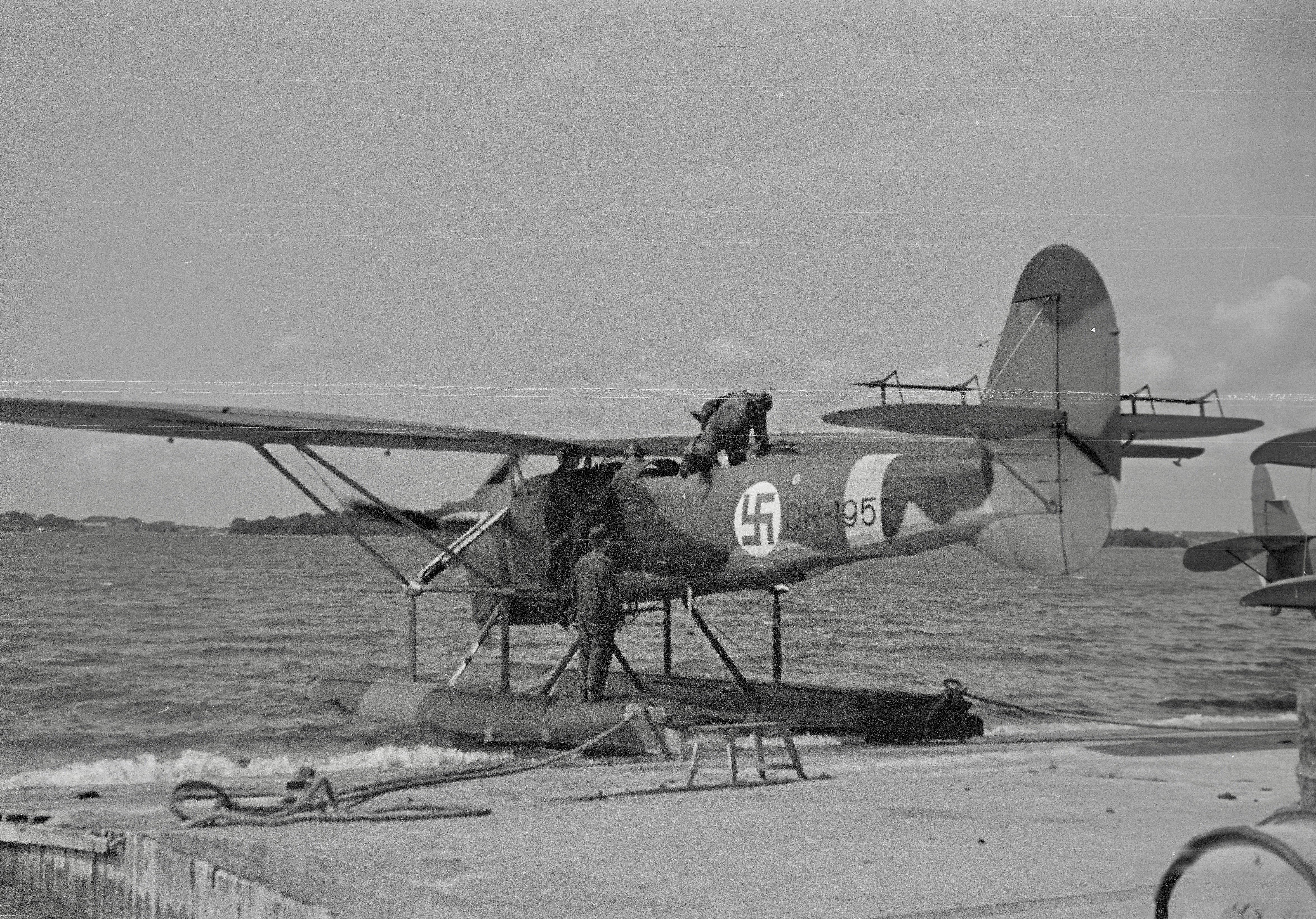
Dornier Do 22 (DR-195, Ilmavoimat)

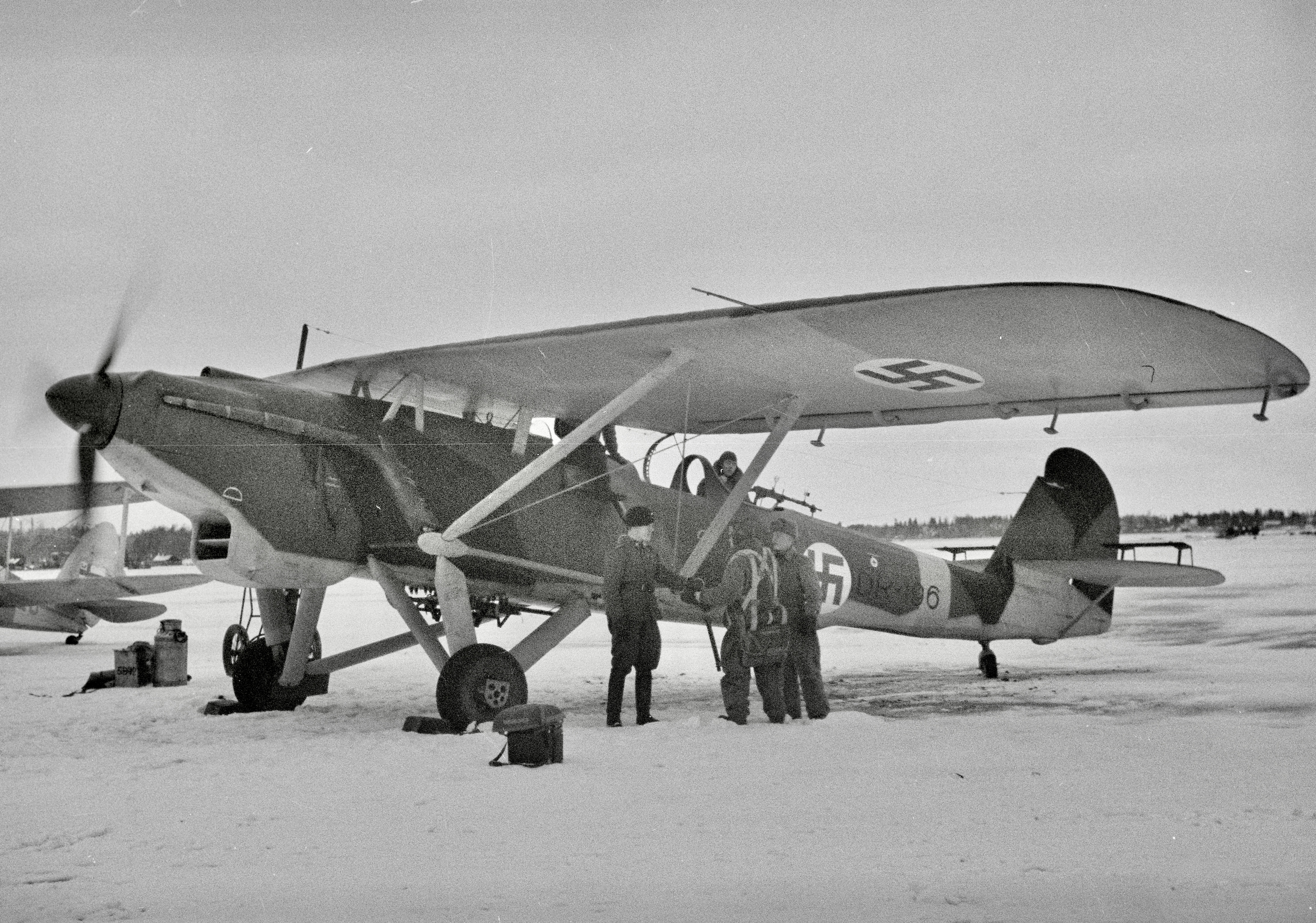
Dornier Do 22K

Údaje dle

### Technické údaje
- Osádka:
- Rozpětí: 16,20 m
- Délka: 13,10 m
- Výška: 4,85 m
- Prázdná hmotnost: 2547 kg
- Celková hmotnost: 3996 kg
- Pohonná jednotka:

### Výkony
- Maximální rychlost v 4000 m: 347 km/h
- Cestovní rychlost v 4000 m: 298 km/h
- Dolet s 989 l paliva: 2300 km
- Doba výstupu do 1000 m: 2,1 min
- Doba výstupu do 5000 m: 15 min
- Praktický dostup: 8000 m